# NGC 2841
NGC 2841 是位于大熊座的一个螺旋星系。最初认为它距离太阳系大约3000万光年远，2001年天文学家通过哈勃太空望远镜对该星系的造父变星进行研究确定它的实际距离为14.1百万秒差距（4600万光年）。从结构上看，NGC 2841的最大特征是含有大量年轻的蓝色恒星，而电离氢区很少。
NGC 2841包含一个低电离核发射线区（Low-ionization nuclear emission-line region，LINER），这是弱离子原子发射谱线区域的特征。
|  |